# Visual voicemail

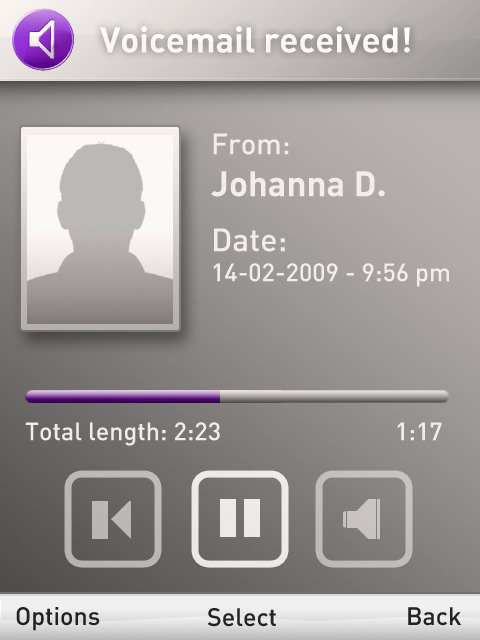
Voorbeeld ontwerp van een visual voicemail applicatie

Visual voicemail is een variant van voicemail waarbij voicemail te bekijken is met behulp van een visuele interface. De interface toont vaak een lijst met voicemailberichten die kunnen worden afgespeeld. Apple bood visual voicemail in 2007 voor het eerst aan op een mobiele telefoon met de introductie van de iPhone.
In april 2009 werd door OMTP een technische aanbeveling geschreven voor een open en gestandaardiseerd visual voicemail (VVM) interfaceprotocol dat door VVM clientsoftware gebruikt kan worden om verbinden met een voicemailserver.

## Nederlandse aanbieders van Visual Voicemail
- Odido[2]
- KPN (voor Hi-klanten)[3]
- Greetinq[4]
- Voozzle (voorheen Voxxo)[5]
- Voizie[6]